# The Sundowners
The Sundowners é um filme estadunidense de 1960, dos  gêneros aventura e drama, dirigido por Fred Zinnemann, roteirizado por Isabel Lennart, baseado no livro The Sundowners, de Jon Cleary, com música de Dmitri Tiomkin.

## Sinopse
Nos anos 1920, uma família de pastores vive de trabalho em trabalho através do agreste australiano.

## Elenco
- Deborah Kerr ....... Ida Carmody
- Robert Mitchum ....... Paddy Carmody
- Peter Ustinov ....... Rupert Venneker
- Glynis Johns ....... Mrs. Firth
- Dina Merrill ....... Jean Halstead
- Chips Rafferty ....... Quinlan
- Michael Anderson Jr. ....... Sean Carmody
- Lola Brooks ....... Liz Brown
- Wylie Watson ....... Herb Johnson
- John Meillon .......  Bluey Brown
- Ronald Fraser ....... Ocker